# Anthony Sims junior
Anthony Sims junior (* 23. Februar 1995) ist ein US-amerikanischer Boxer im Cruisergewicht und aktuell (Stand 2017) ungeschlagen.

## Amateurkarriere
Sims trat bei den Amateuren im Halbschwergewicht an und gewann im Jahre 2012 bei den US-amerikanischen Meisterschaften sowie bei den National PAL Championships jeweils eine Bronzemedaille. Bei den US-amerikanischen Meisterschaften bezwang er James Brannon, Cethorio Davidson, Tony Mack und Malcolm McAllister, ehe er gegen Marcus Browne knapp nach Punkten verlor.
Bei den US National PAL Championships siegte er über Vince Baccus und Leo Hall und musste sich D’Mitrius Ballard geschlagen geben.
Zudem nahm Sims in jenem Jahr an den Jugend-Weltmeisterschaften teil, wo er in seinem ersten Kampf Edgaras Limanas aus Litauen durch klassischen K. o. in Runde 1 besiegte und dem Armenier Nikol Arutyunov im zweiten Kampf unterlegen war.

## Profikarriere
Sein Debüt bei den Profis gab der 1,85 Meter große Sims junior am 19. April 2014 in Indianapolis, Indiana, gegen James Lee Guy. Diesen Kampf entschied Sims klar und einstimmig für sich nach Punkten (3 × 40:36). Dieser Fight war der bisher einzige, den er nach Punkten gewann; alle anderen gewann er kurzrundig durch Knockout.